# Chondraster elattosis
Chondraster elattosis is een zeester uit de familie Poraniidae.
De wetenschappelijke naam van de soort werd in 1923 gepubliceerd door Hubert Lyman Clark.